# Décembre 1855
Cette page présente les faits marquants du mois de décembre 1855.

## Événements
- Troisième guerre Séminole (fin en 1858).

- 15 décembre : les anti-esclavagistes du Kansas se dotent d’une nouvelle Constitution. Le Kansas-Nebraska Act de 1854 laissait le choix entre le maintien ou l’abolition de l’esclavage. L’opposition entre les deux camps dégénère en guerre civile dès le 21 novembre (Guerre de Wakarusa).

- 18 décembre : le général Forey est placé à la tête de la 1re division de l'armée de Paris.

- 29 décembre :
  - Guerre de Crimée : ultimatum autrichien à la Russie en faveur de la paix.
  - France : ouverture de la section Lisieux - Mondeville de la ligne de Paris à Cherbourg par la Compagnie des chemins de fer de l'Ouest.

- 31 décembre, Belgique : ouverture à l'exploitation de la ligne de Deinze à Tielt, par la Société des chemins de fer de la Flandre-Occidentale (FO)[1].

## Naissances
- 6 décembre :
  - Frank Myers Boggs, peintre français d'origine américaine († 8 août 1926).
  - Blanche Roullier, peintre française († 28 janvier 1933).

## Décès
- 15 décembre : Charles Sturm, mathématicien français.